# Marabut
Marabut est une municipalité de la province du Samar, aux Philippines.
Sa population est de 15 115 habitants au recensement de 2010 sur une superficie de 144 km2, subdivisée en 24 barangays.